# Сёрфинг на больших волнах
Серфинг на больших волнах (англ. Big wave surfing) — отдельная дисциплина в сёрфинге, в которой опытные серферы ловят волны высотой не менее 6 метров 20 сантиметров (20 футов), посредством разгребания на волну на специальных досках «ганах» или с помощью буксировки на эти волны водным мотоциклом «tow in». Размеры доски, необходимые для успешного серфинга на таких волнах, варьируются в зависимости от размера волны, а также от техники, которую использует серфер. Большая и длинная доска «ган» позволяет серферу разгоняться достаточно быстро, чтобы поймать большую волну, и имеет преимущество в том, что она более стабильна на такой волне, но она также ограничивает маневренность и скорость серфера. Средний размер доски для серфинга на больших волнах — 2 метра 80 сантиметров (9 футов 2 дюйма). Большие волны могут возникать в основном в водоёмах с очень большой площадью акватории и резким перепадом глубины: Тихий океан, Атлантический океан и другие. Волны-убийцы не являются пригодными для такого вида серфинга из-за внезапности своего появления и скорого исчезновения.

## Опасности серфинга на больших волнах
При падении с большой волны серфера может утянуть вниз на глубину около 6—15 метров (20—50 футов). Как только серферов перестаёт крутить в волне, они должны быстро восстановить свое равновесие и выяснить, где верх, а где низ, чтобы начать всплывать. У серферов может быть меньше 20 секунд, чтобы добраться до поверхности, прежде чем следующая огромная волна накроет их. Кроме того, давление воды на глубине от 6 до 15 метров может быть достаточно сильным, чтобы разорвать барабанные перепонки. Сильные течения и воздействие воды на этих глубинах также могут швырнуть серфера об риф или дно океана, что может привести к серьезным травмам или даже смерти.
Одной из величайших опасностей является риск того, что серфера может удерживать под водой две или более последовательных волн в сете. Выдержать несколько гигантских волн под водой чрезвычайно сложно, и серферы должны быть готовы справляться с такими ситуациями. Необходима тренировка задержки дыхания.
Главная проблема, обсуждаемая серферами повсеместно, это необходимость использования лиша (ремня цепляющего доску к ноге) на доске для серфинга. Во многих случаях лиш может принести серферу больше вреда, чем пользы, зацепившись за что-то и удерживая серфера под водой мешая ему всплыть на поверхность. Другие серферы, однако, выступают за использование лиша, так как по нему можно ориентироваться где верх и забираться как по канату.
Эти опасности убили нескольких серферов, катающихся на больших волнах. Некоторые из наиболее известных — Марк Фу, который умер 23 мая 1994 года на споте «Маверикс»; Донни Соломон, который умер ровно через год в бухте Ваймеа; Тодд Чессер, который умер в Аллигатор-Рок на северном берегу Оаху 14 февраля 1997 года; Малик Джойе, погибший во время серфинга в Pipeline на Оаху 2 декабря 2005 года; Питер Дэви, который умер на споте Ghost Tree 4 декабря 2007 года, Сион Милоски, который умер катаясь на Маверикс 16 марта 2011 года, и Кирк Пассмор, который умер в Аллигатор Рок 12 ноября 2014 года.

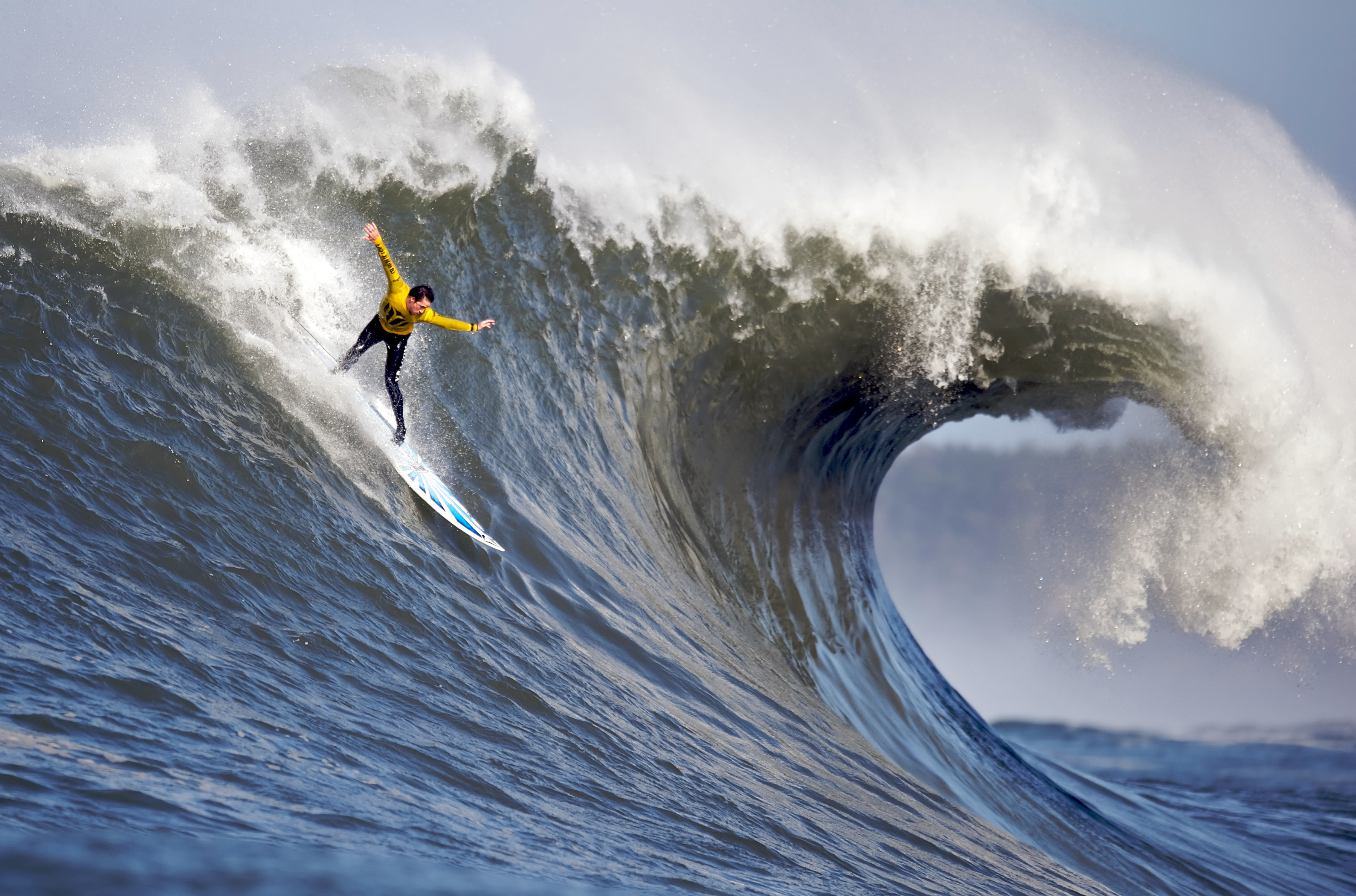
2010 год — соревнования по серфингу на больших волнах на Маверикс

## Соревнования по серфингу на больших волнах
Самым старыми и самыми престижным соревнованием по серфингу на больших волнах является Quiksilver in Memory of Eddie Aikau, названный в честь спасателя с Гавайских островов северного берега Оаху и серфера Эдди Айкау. Период ожидания волн обычно проводится с 1 декабря по последний день февраля ежегодно. Этот турнир известен уникальным требованием, чтобы волны в открытом океане достигли минимальной высоты 6 метров. В свою очередь волны которые приходят к месту проведения соревнований (Ваймеа бэй) вырастают тогда в пики от 30 футов (9,1 м) до 40 футов (12 м).
Другие соревнование по серфингу на огромных волнах, организованные Red Bull, проводятся в месте под названием Jaws Peahi (остров Мауи) с приглашением 21 из лучших серферов в мире. Период ожидания для турнира с 7 декабря по 15 марта.
Начиная с 1999 года, на споте Mavericks так же проводят соревнования по серфингу на большой волне.
Начиная с 2014-5, Всемирная лига серфинга (WSL) санкционировала Мировой тур Big Wave (BWWT) Чемпионат Мира по серфингу на больших волнах. На данный момент у них проходит три этапа:
1. Гавайи, остров Мауи — спот Jaws,
2. Португалия, город Назаре — спот Praia do Norte,
3. США, Калифорния — спот Mavericks.

Обычно соревнования проходят в зимнее время потому что именно тогда Атлантический и Тихий океаны формируют самые гигантские волны.
11 ноября 2016 года Пейдж Алмс с острова Мауи была коронована первым чемпионом среди женщин по серфингу на больших волнах на соревнованиях «Jaws on Maui» которое было частью женского тура «Большая волна» # 1, который проходил с 15 октября по 11 ноября 2016 года. в Хайку, Гавайи. Это был первый в истории конкурс серфинга на больших волнах для женщин.

## Серфинг на больших волнах в России
В морях и океанах, которые находятся на территории Российской Федерации неоднократно были зафиксированы случаи возникновения волн более 6 метров, что является минимумом для данной дисциплины. Но на данный момент никто из российских или зарубежных серферов официально не поймал такую волну. Большие волны в России могут быть в водах: Чёрного моря, Балтийского моря, Тихого океана.